# Fucellia biseriata
Fucellia biseriata är en tvåvingeart som beskrevs av Huckett 1966. Fucellia biseriata ingår i släktet Fucellia och familjen blomsterflugor.
Artens utbredningsområde är Alaska. Inga underarter finns listade i Catalogue of Life.